# Bischoffen
Bischoffen (im Ortsdialekt Boschoffe) ist eine Gemeinde im mittelhessischen Lahn-Dill-Kreis.

## Geografie

### Lage

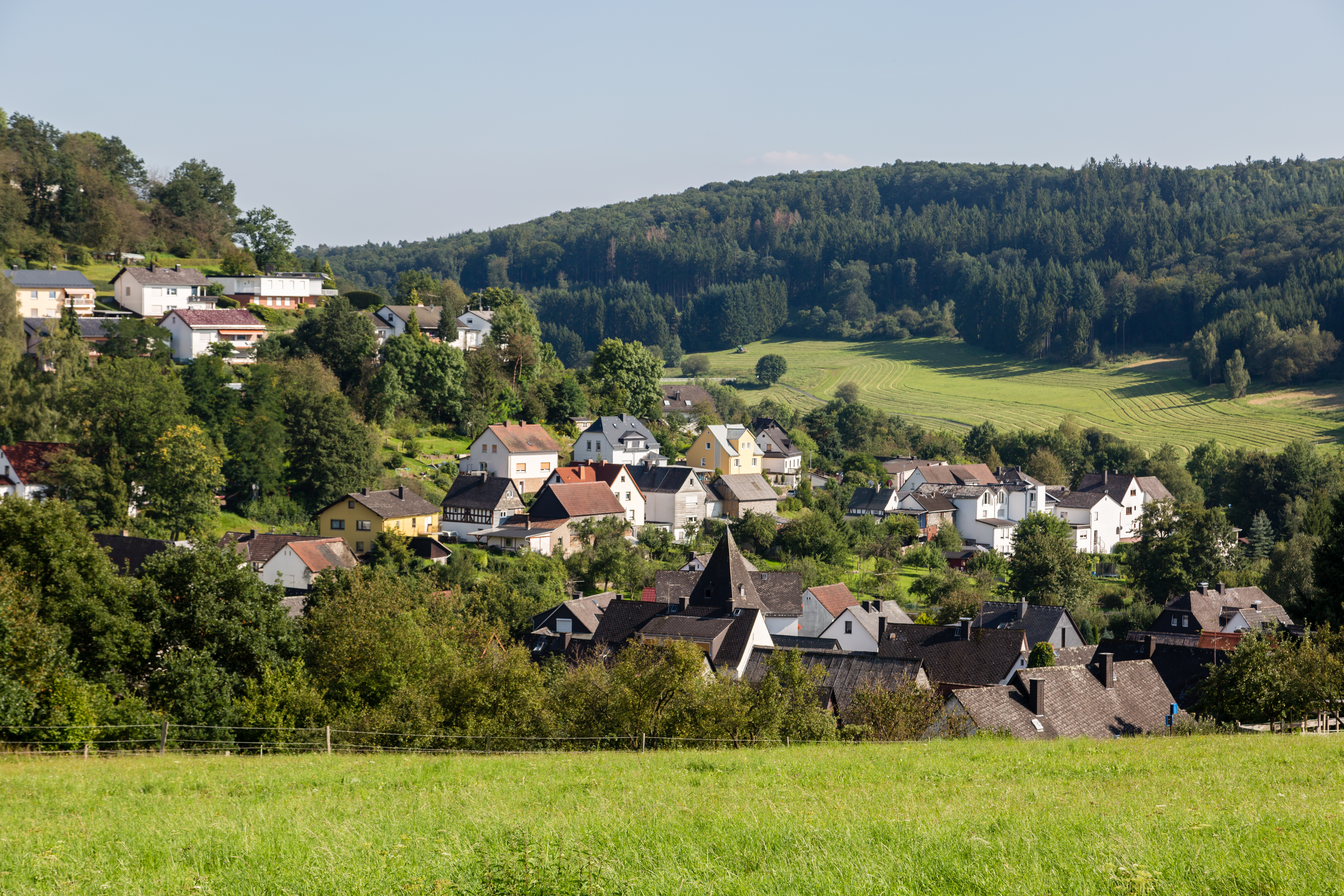
Bischoffen – Blick aus westlicher Richtung

Bischoffen liegt im Niederweidbacher Becken an der Aartalsperre. Mit dieser wird die Aar, ein linker Zufluss der Dill, zu einem 57 ha großen See aufgestaut, der hauptsächlich dem Hochwasserschutz dient, aber mittlerweile auch für Freizeitaktivitäten genutzt wird.

### Nachbargemeinden
Bischoffen grenzt im Norden an die Gemeinde Bad Endbach und die Stadt Gladenbach, im Osten an die Gemeinde Lohra (alle drei im Landkreis Marburg-Biedenkopf), im Südosten an die Gemeinde Biebertal (Landkreis Gießen), im Süden an die Gemeinde Hohenahr, im Südwesten an die Gemeinde Mittenaar sowie im Westen an die Gemeinde Siegbach (alle drei im Lahn-Dill-Kreis).

### Gliederung
Die Gemeinde Bischoffen besteht aus den Ortsteilen Bischoffen, Niederweidbach (Sitz der Gemeindeverwaltung), Oberweidbach, Roßbach und Wilsbach.

## Geschichte

### Ortsgeschichte

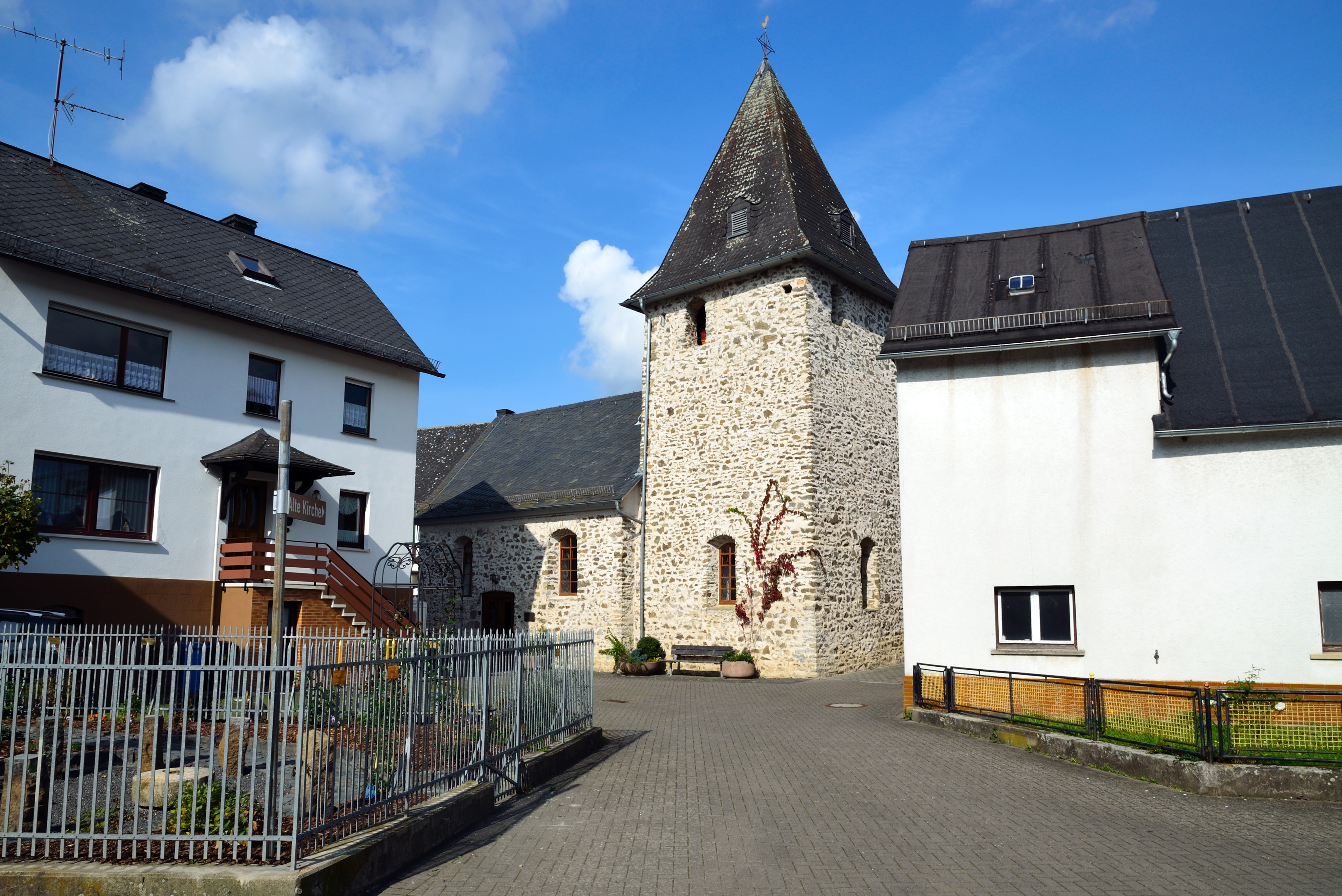
Die ehemalige evangelische Kirche

Nieder- und Oberweidbach wurden bereits um das Jahr 800 im Codex Eberhardi des Klosters Fulda erstmals urkundlich erwähnt. Die Ersterwähnung der anderen Orte erfolgte Ende des 13. bis Anfang des 14. Jahrhunderts. Die Dörfer gehörten zu verschiedenen geistlichen und weltlichen Herrschaften, im Laufe der Zeit erwarb jedoch, verbunden mit Besitzteilungen, Verpfändungen und Fehden die Grafschaft Solms große Teile des heutigen Gemeindegebiets.
Zwischen den Herrschaftsgebieten der Landgrafen von Hessen, der Kurfürsten von Mainz, der Freien Reichsstadt Wetzlar und der Grafen von Nassau war die politische Lage stets unruhig. Im Dreißigjährigen Krieg erlitten die Bewohner Not, Drangsal und Zerstörung. Hiervon erholten sich die Orte nur langsam wieder.
Der heutige Ort Bischoffen war im Mittelalter in die beiden Ortschaften Ober- und Niederbischoffen unterteilt. Oberbischoffen wurde infolge Hungersnöten, kriegerischer Einwirkungen und der Pest zwischen 1356 und 1432 wüst. Niederbischoffen wurde in späteren Urkunden nur noch Bischoffen genannt. Nach dem Niedergang der alten Köln-Leipziger-Handelsstraße nach der Dernbacher Fehde, die über die langen Wasserscheiden (Gladenbach, Rachelshausen, Hülshof, Angelburg, Lixfeld) verlief, gewann die neue Trasse der jüngern Köln-Leipziger-Handelsstraße im Aartal an Bedeutung. Sie verlief von Dillenburg/Herborn kommend über Offenbach, Bischoffen, Niederweidbach, Roßbach, Altenvers nach Marburg. Ein Anhang an der hessischen Außenheege (→Mittelhessische Landheegen) sperrte diese Straße bei Bischoffen mit einem hessischen Zollschlag. Die Nachfolgerin der alten Handelsstraße ist die heutige B 255, die aber ab Niederweidbach von der alten Linienführung abweicht.
Das solmsische Amt Königsberg, wozu Bischoffen ehemals gehörte, verwalteten Hessen und Solms gemeinsam. Am 30. Oktober 1628 schlossen die Landgrafschaft Hessen-Darmstadt und die Grafschaft Solms einen Vertrag, wonach das Amt Königsberg endgültig zur Landgrafschaft kam. Seit dieser Zeit gehörten die Ortschaften der heutigen Gemeinde Bischoffen bis zum verlorenen preußisch-österreichischen Krieg 1866 zu Hessen-Darmstadt und wurden dann als Teil des Hinterlands von Preußen annektiert. Danach wurden sie bis 1945 der preußischen Provinz Hessen-Nassau, Landkreis Biedenkopf, zugeschlagen.
Die Statistisch-topographisch-historische Beschreibung des Großherzogthums Hessen berichtet 1830 über Bischoffen:

„Bischoffen (L. Bezirk Gladenbach) evangel. Filialdorf; das zur Preussischen Pfarrei Altenkirchen eingepfarrt ist; der Ort liegt 3 St. von Gladenbach, hat 74 Häuser und 390 evangel. Einwohner. Man findet 1 Kapelle, 5 Mahlmühlen, mit denen 3 Oelmühlen verbunden sind, ein Grenznebenzollamt I. Classe, und in der Gemarkung Streusandgruben, die verpachtet und gewinnreich sind. – In dem Hauptvergleich zwischen Hessen und Solms vom 30 Okt. 1629 kam der Ort ausschließend an Hessen.“

Hessische Gebietsreform (1970–1977)
Im Zuge der Gebietsreform in Hessen wurden zum 1. Juli 1974 die Gemeinden Bischoffen, Niederweidbach, Oberweidbach und Wilsbach kraft Landesgesetz zur neuen Großgemeinde Bischoffen zusammengeschlossen. Bereits am 1. April 1972 wurde die Gemeinde Roßbach in die Gemeinde Niederweidbach eingegliedert. Auf Grund ihrer geographischen Lage und wirtschaftlichen Orientierung wurde die Gemeinde Bischoffen ebenfalls zum 1. Juli 1974 dem Landkreis Wetzlar zugeordnet und ging mit diesem am 1. Januar 1977 in den Lahn-Dill-Kreis über.

### Verwaltungsgeschichte im Überblick
Die folgende Liste zeigt die Staaten und Verwaltungseinheiten, denen Bischoffen angehört(e):
- vor 1357: Heiliges Römisches Reich, Grafen von Solms
- ab 1357: Heiliges Römisches Reich, Landgrafschaft Hessen und Hohensolms gemeinschaftlich, Amt Königsberg
- ab 1567: Heiliges Römisches Reich, Landgrafschaft Hessen-Marburg und Hohensolms gemeinschaftlich, Amt Königsberg[9]
- 1604–1648: Heiliges Römisches Reich, strittig zwischen Landgrafschaft Hessen-Darmstadt und Landgrafschaft Hessen-Kassel (Hessenkrieg)
- ab 1627: Heiliges Römisches Reich, Landgrafschaft Hessen-Darmstadt und Hohensolms gemeinschaftlich, Amt Königsberg
- ab 1629: Heiliges Römisches Reich, Landgrafschaft Hessen-Darmstadt, Amt Königsberg[10]
- 1787: Heiliges Römisches Reich, Landgrafschaft Hessen-Darmstadt, Oberfürstentum Hessen, Amt Königsberg[11]
- ab 1806: Großherzogtum Hessen,[Anm. 2] Fürstentum Oberhessen, Amt Königsberg[12][13]
- ab 1815: Großherzogtum Hessen, Provinz Oberhessen, Amt Königsberg[14]
- ab 1821: Großherzogtum Hessen, Provinz Oberhessen, Landratsbezirk Gladenbach[Anm. 3]
- ab 1832: Großherzogtum Hessen, Provinz Oberhessen, Kreis Biedenkopf
- ab 1848: Großherzogtum Hessen, Regierungsbezirk Biedenkopf
- ab 1852: Großherzogtum Hessen, Provinz Oberhessen, Kreis Biedenkopf
- ab 1867: Königreich Preußen,[Anm. 4] Provinz Hessen-Nassau, Regierungsbezirk Wiesbaden, Kreis Biedenkopf (übergangsweise Hinterlandkreis)[10]
- ab 1871: Deutsches Reich, Königreich Preußen, Provinz Hessen-Nassau, Regierungsbezirk Wiesbaden, Kreis Biedenkopf
- ab 1918: Deutsches Reich, Freistaat Preußen, Provinz Hessen-Nassau, Regierungsbezirk Wiesbaden, Kreis Biedenkopf
- ab 1932: Deutsches Reich, Freistaat Preußen, Provinz Hessen-Nassau, Regierungsbezirk Wiesbaden, Landkreis Dillenburg
- ab 1933: Deutsches Reich, Freistaat Preußen, Provinz Hessen-Nassau, Regierungsbezirk Wiesbaden, Kreis Biedenkopf
- ab 1944: Deutsches Reich, Freistaat Preußen, Provinz Nassau, Landkreis Biedenkopf
- ab 1945: Deutsches Reich, Amerikanische Besatzungszone,[Anm. 5] Groß-Hessen, Regierungsbezirk Wiesbaden, Landkreis Biedenkopf
- ab 1946: Deutsches Reich, Amerikanische Besatzungszone, Hessen, Regierungsbezirk Wiesbaden, Landkreis Biedenkopf
- ab 1949: Bundesrepublik Deutschland, Hessen, Regierungsbezirk Wiesbaden, Landkreis Biedenkopf
- ab 1968: Bundesrepublik Deutschland, Hessen, Regierungsbezirk Darmstadt, Landkreis Biedenkopf
- ab 1974: Bundesrepublik Deutschland, Hessen, Regierungsbezirk Darmstadt, Landkreis Wetzlar, Großgemeinde Bischoffen
- ab 1977: Bundesrepublik Deutschland, Hessen, Regierungsbezirk Darmstadt, Lahn-Dill-Kreis, Großgemeinde Bischoffen
- ab 1981: Bundesrepublik Deutschland, Hessen, Regierungsbezirk Gießen, Lahn-Dill-Kreis, Großgemeinde Bischoffen

### Gerichte seit 1803
In der Landgrafschaft Hessen-Darmstadt wurde mit Ausführungsverordnung vom 9. Dezember 1803 das Gerichtswesen neu organisiert. Für die Provinz Oberhessen wurde das Hofgericht Gießen als Gericht der zweiten Instanz eingerichtet. Die Rechtsprechung der ersten Instanz wurde durch die Ämter bzw. Standesherren vorgenommen und somit war für Bischoffen das „Amt Königsberg“ zuständig. Nach der Gründung des Großherzogtums Hessen 1806 wurden die Aufgaben der ersten Instanz 1821 im Rahmen der Trennung von Rechtsprechung und Verwaltung auf die neu geschaffenen Land- bzw. Stadtgerichte übertragen. „Landgericht Gladenbach“ war daher von 1821 bis 1866 die Bezeichnung für das erstinstanzliche Gericht, das für Bischoffen zuständig war.
Nach der Abtretung des Kreises Biedenkopf an Preußen infolge des Friedensvertrags vom 3. September 1866 zwischen dem Großherzogtum Hessen und dem Königreich Preußen wurde der Landgerichtsbezirk Gladenbach preußisch. Im Juni 1867 erging eine königliche Verordnung, die die Gerichtsverfassung im vormaligen Herzogtum Nassau und den vormals zum Großherzogtum Hessen gehörenden Gebietsteilen neu ordnete. Die bisherigen Gerichtsbehörden sollten aufgehoben und durch Amtsgerichte in erster, Kreisgerichte in zweiter und ein Appellationsgericht in dritter Instanz ersetzt werden. Im Zuge dessen erfolgte am 1. September 1867 die Umbenennung des bisherigen Landgerichts in Amtsgericht Gladenbach. Die Gerichte der übergeordneten Instanzen waren das Kreisgericht Dillenburg und das Appellationsgericht Wiesbaden. Aufgrund des Gerichtsverfassungsgesetzes 1877 kam es mit Wirkung zum 1. Oktober 1879 zum Wechsel des Amtsgerichts in den Bezirk des neu errichteten Landgerichts Marburg.
Vom 1. Oktober 1944 bis 1. Januar 1949 gehörte das Amtsgericht Gladenbach zum Landgerichtsbezirk Limburg, danach aber wieder zum Landgerichtsbezirk Marburg. Am 1. Juli 1968 erfolgte die Aufhebung des Amtsgerichts Gladenbach, welches fortan nur noch als Zweigstelle des Amtsgerichts Biedenkopf fungierte. Am 1. November 2003 wurde diese Zweigstelle schließlich aufgelöst. Mit dem Wechsel von Bischoffen 1974 in den Kreis Wetzlar erfolgte auch die Zulegung zum Bereich des Amtsgerichts Wetzlar.

## Bevölkerung

### Einwohnerstruktur 2011
Nach den Erhebungen des Zensus 2011 lebten am Stichtag dem 9. Mai 2011 in Bischoffen 3420 Einwohner. Darunter waren 84 (2,5 %) Ausländer, von denen 38 aus dem EU-Ausland, 36 aus anderen europäischen Ländern und 10 aus anderen Staaten kamen. (Bis zum Jahr 2020 erhöhte sich die Ausländerquote auf 4,8 %.) Nach dem Lebensalter waren 540 Einwohner unter 18 Jahren, 1401 zwischen 18 und 49, 750 zwischen 50 und 64 und 727 Einwohner waren älter. Die Einwohner lebten in 1387 Haushalten. Davon waren 329 Singlehaushalte, 418 Paare ohne Kinder und 494 Paare mit Kindern, sowie 122 Alleinerziehende und 24 Wohngemeinschaften. In 254 Haushalten lebten ausschließlich Senioren und in 912 Haushaltungen lebten keine Senioren.

### Einwohnerentwicklung
| Quelle: Historisches Ortslexikon |                                                        |
| • 1577:                          | 0027 Hausgesesse                                       |
| • 1677:                          | 0024 Männer, 7 Beisassen, 6 Witwen, 9 Jungmannschaften |
| • 1742:                          | 0083 Haushalte                                         |
| • 1806:                          | 339 Einwohner, 55 Häuser                               |
| • 1829:                          | 390 Einwohner, 74 Häuser                               |

| Bischoffen: Einwohnerzahlen von 1791 bis 2020 | Bischoffen: Einwohnerzahlen von 1791 bis 2020 | Bischoffen: Einwohnerzahlen von 1791 bis 2020 | Bischoffen: Einwohnerzahlen von 1791 bis 2020 | Bischoffen: Einwohnerzahlen von 1791 bis 2020 |
| --- | --------------------------------------------- | --------------------------------------------- | --------------------------------------------- | --------------------------------------------- |
| Jahr |                                               |                                               |                                               | Einwohner                                     |
| 1791 | 1791                                          |                                               | 328                                           | 328                                           |
| 1800 | 1800                                          |                                               | 336                                           | 336                                           |
| 1806 | 1806                                          |                                               | 339                                           | 339                                           |
| 1829 | 1829                                          |                                               | 390                                           | 390                                           |
| 1834 | 1834                                          |                                               | 420                                           | 420                                           |
| 1840 | 1840                                          |                                               | 431                                           | 431                                           |
| 1846 | 1846                                          |                                               | 458                                           | 458                                           |
| 1852 | 1852                                          |                                               | 457                                           | 457                                           |
| 1858 | 1858                                          |                                               | 449                                           | 449                                           |
| 1864 | 1864                                          |                                               | 427                                           | 427                                           |
| 1871 | 1871                                          |                                               | 397                                           | 397                                           |
| 1875 | 1875                                          |                                               | 387                                           | 387                                           |
| 1885 | 1885                                          |                                               | 449                                           | 449                                           |
| 1895 | 1895                                          |                                               | 435                                           | 435                                           |
| 1905 | 1905                                          |                                               | 501                                           | 501                                           |
| 1910 | 1910                                          |                                               | 539                                           | 539                                           |
| 1925 | 1925                                          |                                               | 577                                           | 577                                           |
| 1939 | 1939                                          |                                               | 696                                           | 696                                           |
| 1946 | 1946                                          |                                               | 1.019                                         | 1.019                                         |
| 1950 | 1950                                          |                                               | 1.034                                         | 1.034                                         |
| 1956 | 1956                                          |                                               | 1.060                                         | 1.060                                         |
| 1961 | 1961                                          |                                               | 1.056                                         | 1.056                                         |
| 1967 | 1967                                          |                                               | 1.082                                         | 1.082                                         |
| 1970 | 1970                                          |                                               | 1.109                                         | 1.109                                         |
| 1972 | 1972                                          |                                               | 1.135                                         | 1.135                                         |
| 1975 | 1975                                          |                                               | 2.990                                         | 2.990                                         |
| 1980 | 1980                                          |                                               | 3.111                                         | 3.111                                         |
| 1985 | 1985                                          |                                               | 3.112                                         | 3.112                                         |
| 1990 | 1990                                          |                                               | 3.431                                         | 3.431                                         |
| 1995 | 1995                                          |                                               | 3.557                                         | 3.557                                         |
| 2000 | 2000                                          |                                               | 3.574                                         | 3.574                                         |
| 2005 | 2005                                          |                                               | 3.584                                         | 3.584                                         |
| 2010 | 2010                                          |                                               | 3.470                                         | 3.470                                         |
| 2011 | 2011                                          |                                               | 3.420                                         | 3.420                                         |
| 2015 | 2015                                          |                                               | 3.378                                         | 3.378                                         |
| 2020 | 2020                                          |                                               | 3.297                                         | 3.297                                         |
| Datenquelle: Historisches Gemeindeverzeichnis für Hessen: Die Bevölkerung der Gemeinden 1834 bis 1967. Wiesbaden: Hessisches Statistisches Landesamt, 1968. Weitere Quellen: ; 1972:; ab 1975:; Zensus 2011 Ab 1976 einschließlich der im Zuge der Gebietsreform in Hessen eingegliederten Orte. |                                               |                                               |                                               |                                               |

### Religionszugehörigkeit
| • 1829: | 390 evangelische (= 100 %) Einwohner                                                        |
| • 1885: | 449 evangelische (= 100 %) Einwohner                                                        |
| • 1961: | 864 evangelische (= 81,82 %), 149 katholische (= 14,11 %) Einwohner                         |
| • 1987: | 2344 evangelische (= 71,5 %), 388 katholische (= 11,8 %), 549 sonstige (= 16,7 %) Einwohner |
| • 2011: | 2171 evangelische (= 63,5 %), 375 katholische (= 11,0 %), 874 sonstige (= 25,6 %) Einwohner |

### Historische Erwerbstätigkeit
| • 1867: | Erwerbspersonen: 177 Landwirtschaft, 1 Forstwirtschaft, 6 Bergbau und Hüttenwesen, 32 Gewerbe und Industrie, 3 Verkehr, 1 Gesundheitspflege, 1 Erziehung und Unterricht, 2 Gemeindeverwaltung, 1 Personen ohne Berufsausübung |

## Politik

### Gemeindevertretung
Die Kommunalwahl am 14. März 2021 lieferte folgendes Ergebnis, in Vergleich gesetzt zu früheren Kommunalwahlen:
| Sitzverteilung in der Gemeindevertretung 2021Insgesamt 23 Sitze - SPD: 3 - Grüne: 3 - FW: 10 - CDU: 7 | Parteien und Wählergemeinschaften | Parteien und Wählergemeinschaften           | 2021  | 2021  | 2016  | 2016  | 2011  | 2011  | 2006  | 2006  | 2001  | 2001  |
| Sitzverteilung in der Gemeindevertretung 2021Insgesamt 23 Sitze - SPD: 3 - Grüne: 3 - FW: 10 - CDU: 7 | Parteien und Wählergemeinschaften | Parteien und Wählergemeinschaften           | %     | Sitze | %     | Sitze | %     | Sitze | %     | Sitze | %     | Sitze |
| Sitzverteilung in der Gemeindevertretung 2021Insgesamt 23 Sitze - SPD: 3 - Grüne: 3 - FW: 10 - CDU: 7 | FW                                | Freie Wähler Bischoffen (bis 2011 FWG)      | 41,7  | 10    | 43,2  | 10    | 37,0  | 9     | 32,4  | 7     | 33,8  | 8     |
| Sitzverteilung in der Gemeindevertretung 2021Insgesamt 23 Sitze - SPD: 3 - Grüne: 3 - FW: 10 - CDU: 7 | CDU                               | Christlich Demokratische Union Deutschlands | 29,6  | 7     | 33,6  | 8     | 32,7  | 8     | 38,3  | 9     | 33,8  | 8     |
| Sitzverteilung in der Gemeindevertretung 2021Insgesamt 23 Sitze - SPD: 3 - Grüne: 3 - FW: 10 - CDU: 7 | SPD                               | Sozialdemokratische Partei Deutschlands     | 15,1  | 3     | 15,1  | 3     | 19,6  | 4     | 16,7  | 4     | 16,0  | 3     |
| Sitzverteilung in der Gemeindevertretung 2021Insgesamt 23 Sitze - SPD: 3 - Grüne: 3 - FW: 10 - CDU: 7 | Grüne                             | Bündnis 90/Die Grünen                       | 13,6  | 3     | 8,0   | 2     | —     | —     | —     | —     | —     | —     |
| Sitzverteilung in der Gemeindevertretung 2021Insgesamt 23 Sitze - SPD: 3 - Grüne: 3 - FW: 10 - CDU: 7 | KD                                | Kommunal Direkt                             | —     | —     | —     | —     | 10,6  | 2     | 12,7  | 3     | 16,5  | 4     |
| Sitzverteilung in der Gemeindevertretung 2021Insgesamt 23 Sitze - SPD: 3 - Grüne: 3 - FW: 10 - CDU: 7 | Gesamt                            | Gesamt                                      | 100,0 | 23    | 100,0 | 23    | 100,0 | 23    | 100,0 | 23    | 100,0 | 23    |
| Sitzverteilung in der Gemeindevertretung 2021Insgesamt 23 Sitze - SPD: 3 - Grüne: 3 - FW: 10 - CDU: 7 | Wahlbeteiligung in %              | Wahlbeteiligung in %                        | 53,0  | 53,0  | 51,3  | 51,3  | 42,2  | 42,2  | 45,8  | 45,8  | 51,2  | 51,2  |

### Bürgermeister
Nach der hessischen Kommunalverfassung wird der Bürgermeister für eine sechsjährige Amtszeit gewählt, seit dem Jahr 1993 in einer Direktwahl, und ist Vorsitzender des Gemeindevorstands, dem in der Gemeinde Bischoffen neben dem Bürgermeister ehrenamtlich ein Erster Beigeordneter und sechs weitere Beigeordnete angehören. Bürgermeister ist seit dem 1. Juni 2022 Marco Herrmann (FW), der bis dahin als Erster Beigeordneter dem Gemeindevorstand angehörte. Er wurde als Nachfolger von Ralph Venohr, der nach zwei Amtszeiten nicht mehr kandidiert hatte, am 6. Februar 2022 im ersten Wahlgang bei 52,81 Prozent Wahlbeteiligung mit 50,64 Prozent der Stimmen gewählt.
Amtszeiten der Bürgermeister
- 2022–2028 Marco Herrmann (FW)[38]
- 2010–2022 Ralph Venohr[39]
- 1998–2010 Harald Semler (anschließend Bürgermeister von Wetzlar, dann Direktor beim Hessischen Städte- und Gemeindebund (HSGB))[43]
- 1993–1998 Manfred Thielmann (FWG) (anschließend Dezernent im Magistrat der Stadt Wetzlar)[44]
- 1987–1993 Wolfgang Salamon
- 1975–1986 Walter Rink (1924–2004, letzter Bürgermeister von Niederweidbach)
- 1974 Ernst Sommer (1919–1981, Staatsbeauftragter und letzter Bürgermeister vor der Gebietsreform)

### Ortsbeirat
Bischoffen verfügt über einen fünfköpfigen Ortsbeirat mit Ortsvorsteher. Nach den Kommunalwahlen in Hessen 2016 ist der Ortsvorsteher Dieter Schneider.

### Wappen

#### Großgemeinde
Am 18. Dezember 1987 genehmigte der Hessische Minister des Innern das Wappen der neuen Großgemeinde Bischoffen mit folgender Beschreibung:
| Wappen von Bischoffen | Blasonierung: „Das Wappen der Gemeinde Bischoffen zeigt in dem durch einen silbernen Wellenbalken schräg links geteilten Schild oben in Blau die einwärtsgekehrte goldene Krümme eines Bischofsstabes, unten in Grün eine goldene Muschel.“ |
| Wappen von Bischoffen | Wappenbegründung: Der schräglinke Wellenbalken versinnbildlicht die das Gemeindegebiet durchfließende Aar, während die Krümme des Bischofsstabes für den Namen der Gemeinde steht. Die Jakobsmuschel ist das Symbol einer der Figuren, die im Altar der Evangelischen Marienkirche Niederweidbach steht, des Heiligen Jakobus. Niederweidbach lag seit 1357 an einem Jakobsweg. |

#### Ortsteil Bischoffen
Am 26. April 1957 genehmigte der Hessische Minister des Innern das Wappen der ehemaligen Gemeinde Bischoffen mit folgender Beschreibung:
| Wappen von Bischoffen | Blasonierung: „In Blau ein steigender rotbewehrter silberner Löwe mit einem goldenen Bischofsstab in der rechten Vorderpranke.“                                                                        |
| Wappen von Bischoffen | Wappenbegründung: Das Wappen zeigt einen Löwen als Symbol für die ehemaligen Herrscher, die Grafen von Solms und die Grafen von Hessen; der Bischofsstab steht als redendes Element für den Ortsnamen. |

## Kulturdenkmäler
Siehe: Liste der Kulturdenkmäler in Bischoffen

## Flächennutzung
Das Gemeindegebiet umfasst eine Gesamtfläche von 3537 Hektar, davon entfallen in ha auf:
| Nutzungsart             | Nutzungsart             | 2011 | 2015 |
| ----------------------- | ----------------------- | ---- | ---- |
| Gebäude- und Freifläche | Gebäude- und Freifläche | 142  | 143  |
| davon                   | Wohnen                  | 93   | 95   |
|                         | Gewerbe                 | 9    | 9    |
| Betriebsfläche          | Betriebsfläche          | 6    | 6    |
| davon                   | Abbauland               | 0    | 0    |
| Erholungsfläche         | Erholungsfläche         | 12   | 11   |
| davon                   | Grünanlage              | 7    | 7    |
| Verkehrsfläche          | Verkehrsfläche          | 237  | 236  |
| Landwirtschaftsfläche   | Landwirtschaftsfläche   | 1060 | 1058 |
| davon                   | Moor                    | 0    | 0    |
|                         | Heide                   | 0    | 0    |
| Waldfläche              | Waldfläche              | 2022 | 2023 |
| Wasserfläche            | Wasserfläche            | 56   | 56   |
| Sonstige Nutzung        | Sonstige Nutzung        | 3    | 4    |